# Chenay-le-Châtel
Chenay-le-Châtel är en kommun i departementet Saône-et-Loire i regionen Bourgogne-Franche-Comté i östra Frankrike. Kommunen ligger i kantonen Marcigny som tillhör arrondissementet Charolles. År 2022 hade Chenay-le-Châtel 373 invånare.

## Befolkningsutveckling
Antalet invånare i kommunen Chenay-le-Châtel
| Referens: INSEE |